# Campeonato europeo junior de waterpolo masculino
El Campeonato europeo junior de waterpolo masculino es la máxima competición de waterpolo masculino para selecciones de Europa en la categoría junior. Está organizada por la Liga Europea de Natación.

## Historial
| Año  | Sede                   | Oro                           | Plata           | Bronce                        |
| ---- | ---------------------- | ----------------------------- | --------------- | ----------------------------- |
| 2024 | Burgas                 | Croacia                       | Montenegro      | España                        |
| 2022 | Podgorica              | Serbia                        | España          | Hungría                       |
| 2018 | Minsk                  | Grecia                        | Montenegro      | España                        |
| 2016 | Alphen aan den Rijn    | Serbia                        | Italia          | España                        |
| 2014 | Tbilisi                | Serbia                        | Hungría         | Croacia                       |
| 2012 | Canet-en-Roussillon    | Italia                        | Serbia          | Croacia                       |
| 2010 | Stuttgart              | Italia                        | Grecia          | Croacia                       |
| 2008 | Estambul               | Montenegro                    | España          | Serbia                        |
| 2006 | Oradea                 | Serbia y Montenegro           | Hungría         | España                        |
| 2004 | Valletta               | Yugoslavia                    | Croacia         | Hungría                       |
| 2002 | Bari                   | Yugoslavia                    | Hungría         | Italia                        |
| 2000 | Lünen                  | Yugoslavia                    | Grecia          | Italia                        |
| 1998 | Bratislava             | Yugoslavia                    | Italia          | Croacia                       |
| 1996 | Estambul               | Yugoslavia                    | Hungría         | Croacia                       |
| 1994 | Bratislava             | Hungría                       | Croacia         | España                        |
| 1992 | Sopron                 | Hungría                       | España          | Grecia                        |
| 1990 | Varna                  | Yugoslavia                    | Unión Soviética | Hungría                       |
| 1988 | Veenendaal             | Yugoslavia                    | Unión Soviética | Hungría                       |
| 1986 | Berlín Este            | República Democrática Alemana | Unión Soviética | Hungría                       |
| 1984 | Santa Cruz de Tenerife | Italia                        | Yugoslavia      | España                        |
| 1982 | Varna                  | Italia                        | Rumania         | Unión Soviética               |
| 1980 | Sittard                | España                        | Unión Soviética | Hungría                       |
| 1978 | Budapest               | Unión Soviética               | Hungría         | República Democrática Alemana |
| 1976 | Valletta               | Italia                        | Hungría         | España                        |
| 1975 | Jönköping              | Unión Soviética               | España          | Hungría                       |
| 1973 | Duisburg               | Hungría                       | Unión Soviética | España                        |
| 1971 | Barcelona              | Hungría                       | España          | Unión Soviética               |
| 1970 | Róterdam               | Unión Soviética               | España          | República Democrática Alemana |

## Palmarés
| Núm. | País                          | Oro | Plata | Bronce | Total |
| ---- | ----------------------------- | --- | ----- | ------ | ----- |
| 1    | Yugoslavia                    | 6   | 1     | 0      | 7     |
| 2    | Italia                        | 5   | 2     | 2      | 9     |
| 3    | Hungría                       | 4   | 6     | 7      | 17    |
| 4    | Unión Soviética               | 3   | 5     | 2      | 10    |
| 5    | Serbia                        | 3   | 1     | 1      | 5     |
| 6    | España                        | 1   | 6     | 8      | 15    |
| 7    | Croacia                       | 1   | 2     | 5      | 8     |
| 8    | Grecia                        | 1   | 2     | 1      | 4     |
| 9    | Montenegro                    | 1   | 2     | 0      | 3     |
| 10   | República Democrática Alemana | 1   | 0     | 2      | 3     |
| 11   | Serbia y Montenegro           | 1   | 0     | 0      | 1     |
| 12   | Rumania                       | 0   | 1     | 0      | 1     |